# Bandera de Pinós
La bandera oficial de Pinós té la següent descripció:
Bandera apaïsada de proporcions dos dalt per tres de llarg, verda, amb una creu en aspa, groga, amb els braços d'amplada d'1/4 de la bandera; damunt d'aquesta una altra creu en aspa, de color negre, amb els braços d'amplada 1/12.
Va ser aprovada el 5 de juliol de 1996 i publicada en el DOGC el 26 de juliol del mateix any amb el número 2235.